# 2386 Nikonov
2386 Nikonov è un asteroide della fascia principale del diametro medio di circa 12,65 km. Scoperto nel 1974, presenta un'orbita caratterizzata da un semiasse maggiore pari a 2,8149708 UA e da un'eccentricità di 0,1555190, inclinata di 9,07500° rispetto all'eclittica.
Stanti i suoi parametri orbitali, è considerato un membro della famiglia Gefion di asteroidi.